# Babiniec (Karkonosze)
Babiniec (niem. Weiberberg, 998 m n.p.m.) – szczyt w Karkonoszach, w obrębie Śląskiego Grzbietu.

## Położenie i opis
Jest najdalej na północny zachód wysunięty szczytem Śląskiego Grzbietu. Leży w bocznym grzbiecie odchodzącym od Mumlawskiego Wierchu ku północy. Grzbiet ten od Przedziału skręca na zachód i kończy się Babińcem. Grzbiet od Przedziału otoczony jest z trzech stron, od południa, zachodu i północy, doliną Kamiennej, która ma swoje źródła pod Mumlawskim Wierchem i Przedziałem.
Zbudowany z granitu karkonoskiego. Na szczycie, grzbiecie łączącym Babiniec z Przedziałem i grzbiecie opadającym ku zachodowi występują liczne skałki, m.in. tuż za Rozdrożem pod Przedziałem zgrupowanie Owcze Skały, na zachód od szczytu Babińca Ptasie Gniazda, na równoległym, krótkim grzbieciku Skalna Brama oraz skupisko skałek na zboczu poniżej Skalnej Bramy.
Nazwa szczytu może wskazywać na związki z kultami przedchrześcijańskimi, lub ze średniowiecznymi opowieściami o czarownicach.  

## Szlaki turystyczne
Południowym zboczem Babińca biegnie szlak turystyczny: 
- prowadzący z Jakuszyc na Halę Szrenicką.